# Dans la tourmente (mini-série)
Pour les articles homonymes, voir Dans la tourmente.
Dans la tourmente (Goldene Zeiten - Bittere Zeiten) est une mini-série franco-allemande, en huit épisodes de 55 minutes, réalisée par Michael Braun et diffusée à partir du 28 octobre 1984 sur Antenne 2.

## Synopsis
Cette mini-série retrace la vie d'une famille allemande de 1933 à 1944 et fait suite à L'Âge d'or.

## Distribution
- Peter Schiff : Fritz Vollmer
- Ilona Grübel : Victoria Vollmer
- Wolf Roth : le docteur Robert Wolff
- Jocelyne Boisseau : Susanne Vollmer
- Alexander Radszun : Walter Bielstock
- Walter Buschhoff : Rodeweil
- Gernot Endemann : Werner Bomback
- Heinz Schubert : Oswald Klein
- Margot Léonard : Annette Seidelmann
- Evelyn Opela : Olga Vesela
- Hélène Arié : Marie-Claire
- Vernon Dobtcheff : monsieur Bernard
- Lukas Ammann : Directeur Winter
- Claudine Coster : madame Berteaux
- Dominique Davray : la tenancière